# Wielomianowy schemat aproksymacji
Wielomianowy schemat aproksymacji (ang. Polynomial-Time Approximation Scheme, w skrócie PTAS) – algorytm aproksymacyjny, który pozwala na uzyskanie dowolnie dobrego rozwiązania przybliżonego danego problemu optymalizacyjnego i którego złożoność czasowa jest wielomianowa dla każdej żądanej dokładności.

## Definicja formalna
Algorytm A jest wielomianowym schematem aproksymacji dla problemu {\displaystyle \pi } jeśli spełnione są następujące warunki:
- dla każdego odpowiedniego {\displaystyle \varepsilon } A jest algorytmem ε-aproksymacyjnym dla {\displaystyle \pi ,}
- dla każdego odpowiedniego {\displaystyle \varepsilon } złożoność czasowa A jest wielomianowa ze względu na rozmiar instancji problemu podanej na wejściu A.

## Złożoność
Złożoność czasowa wielomianowego schematu aproksymacji choć wielomianowa względem rozmiaru wejścia dla każdego ustalonego {\displaystyle \varepsilon ,} może rosnąć wykładniczo ze zmianą {\displaystyle \varepsilon .} Przykładem takiej złożoności jest {\displaystyle O(n^{\frac {1}{\varepsilon }}).} Dla każdego {\displaystyle \varepsilon } jest ona wielomianowa, lecz w miarę jak {\displaystyle \varepsilon } maleje złożoność ta rośnie wykładniczo.